# ФК Ком (Подгорица)
ФК Ком (на черногорски: Fudbalski klub Kom) е черногорски футболен клуб от столицата Подгорица. Играе на стадион „Златица“ с капацитет 3 000 места. Основан през 1958 година в СФРЮ.
Състезава се в Черногорска първа лига, висшата лига на Черна гора.

## История
Най-доброто класиране на тима в шампионата на Сърбия и Черна гора е самото им участие през сезон 2003/04 във висшата дивизия, въпреки че още същата година изпадат във втора дивизия.

През 2006 година в резултат на референдума Черна гора става самостоятелна република. Отборът на ФК „Ком“ играещ в този момент във втора лига на Сърбия и Черна гора автоматически преминава в новосформираната Черногорска първа лига. 

В Перва лига отборът играе до сезон 2009/10, когато заема последнеото място, събрал само 18 точки, най-малко количество точки в шампионата на Черна гора за всички времена и огпада във Втора лига. 

Изиграл два сезона воъв Втората отборът пропада и в Трета лига през сезон 2011/12. В края на 2012/13 отборът се завръща във Втора лига. А през сезон 2016/17 печели първото място в дивизията и отново става член на Първа лига.

## Успехи
Черна гора
- Черногорска първа лига
  - 7-о място (1): 20106/07
- Черногорска втора лига
  -  Шампион (1): 2016/17
- Черногорска трета лига
  -  Шампион (1): 2012/13

 СР Югославия
- Втора Югославска лига:
  -  Шампион (1): 2002/03 (Юг)

 СФРЮ
- Черногорска републиканска купа
  -  Носител (1): 1991/92
- Черногорска републиканска лига:
  -  Шампион (2): 1991/92, 2001/02